# Лепуджу-де-Сус
Лепуджу-де-Сус (рум. Lăpugiu de Sus) — село у повіті Хунедоара в Румунії. Входить до складу комуни Лепуджу-де-Жос.
Село розташоване на відстані 323 км на північний захід від Бухареста, 33 км на захід від Деви, 134 км на південний захід від Клуж-Напоки, 97 км на схід від Тімішоари.

## Населення
За даними перепису населення 2002 року у селі проживали 530 осіб, усі — румуни. Усі жителі села рідною мовою назвали румунську.